# Zyzzyzus warreni
Zyzzyzus warreni is een hydroïdpoliep uit de familie Tubulariidae. De poliep komt uit het geslacht Zyzzyzus. Zyzzyzus warreni werd in 1988 voor het eerst wetenschappelijk beschreven door Calder. 